# Polanka (Liberk)
Polanka je malá osada, součást obce Liberk v okrese Rychnov nad Kněžnou. Nachází se asi 4 km severně od Liberku pod křižovatkou žluté a zelené turistické trasy. V roce 2017 se zde nacházely 4 domy využívané pro rekreaci. U domu s evidenčním číslem 55 roste památný strom – tis červený.
Polanka leží v katastrálním území Liberk o výměře 5,70 km2. 

## Fotografie

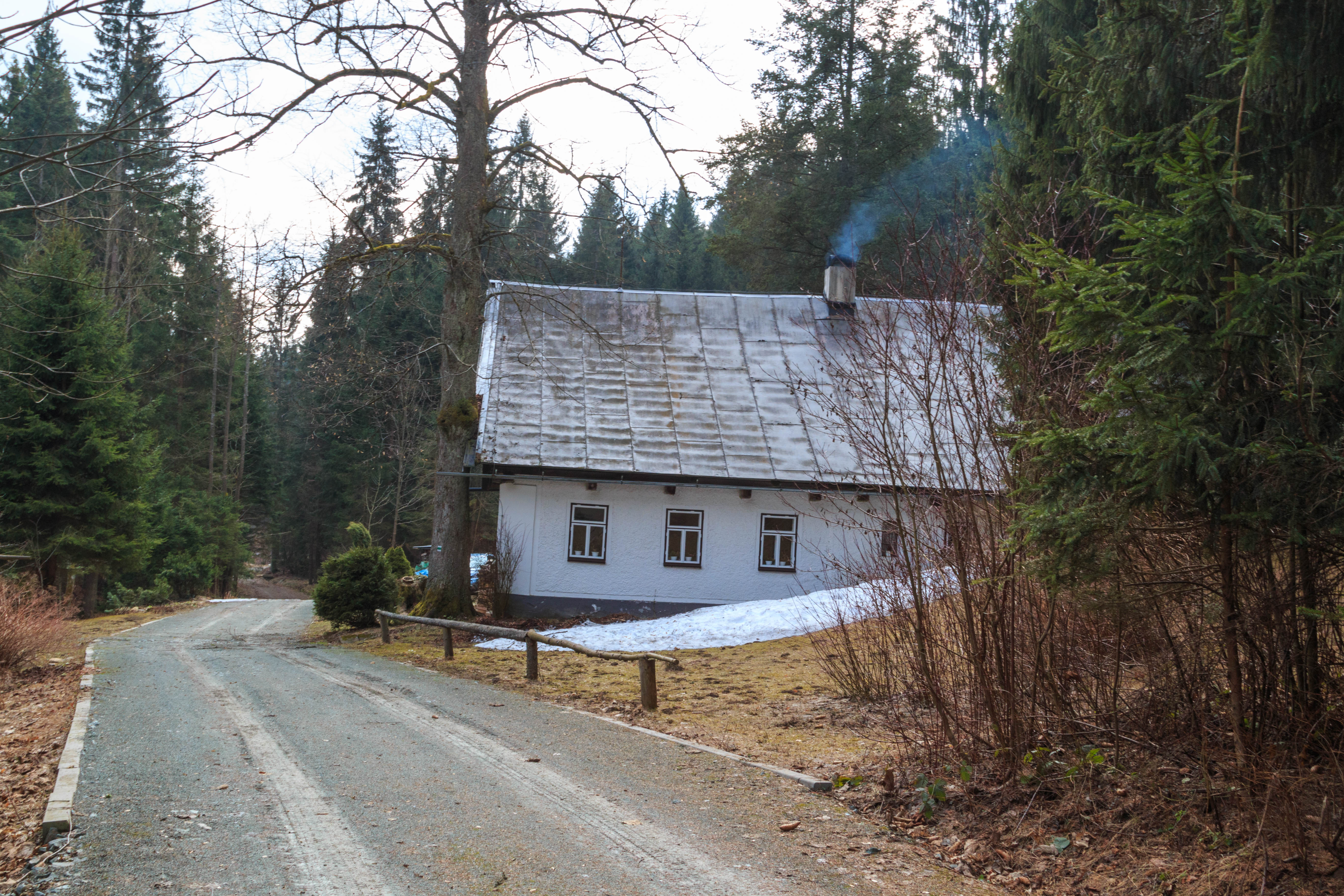
Polanka – eč. 56
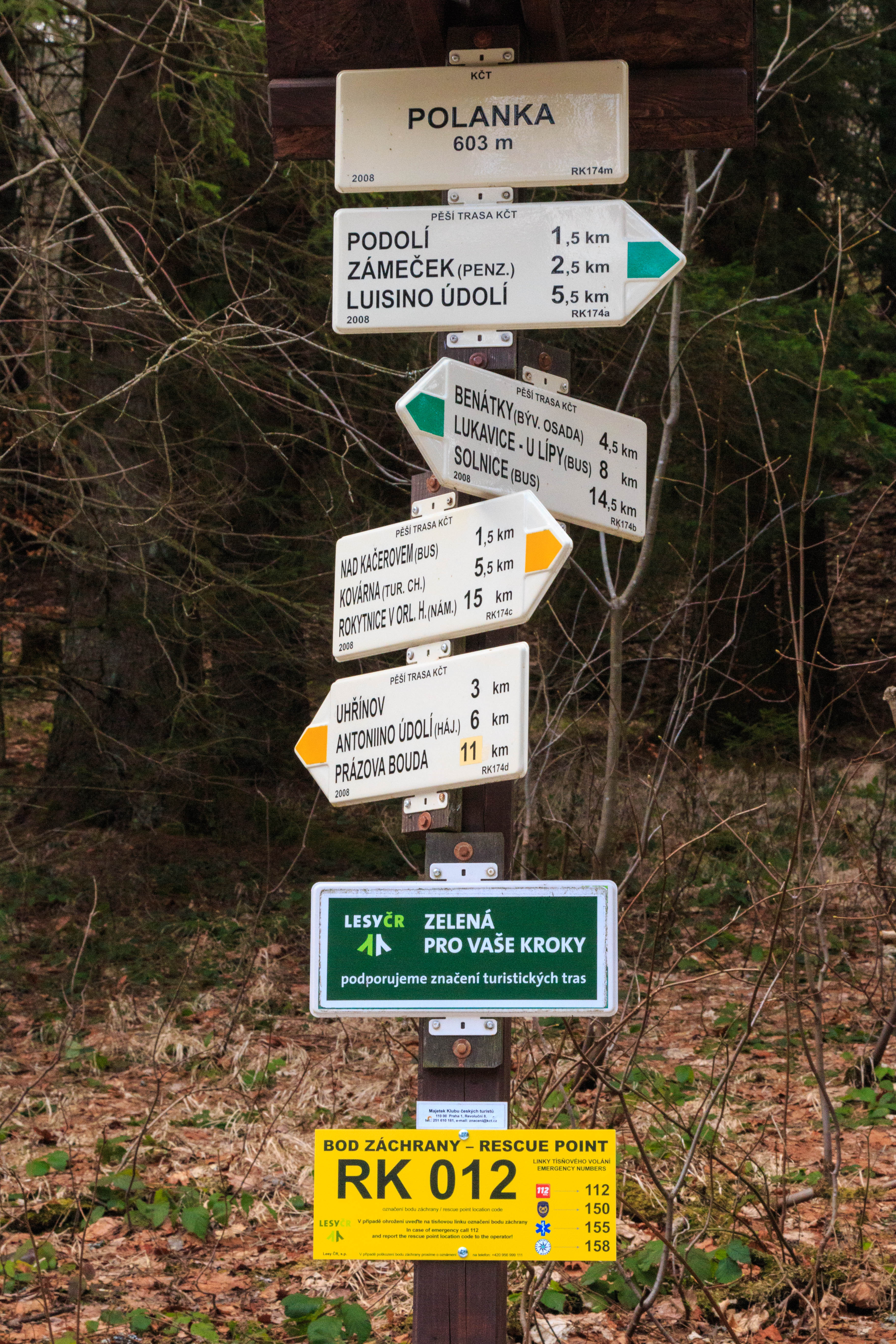
Polanka – turistický rozcestník
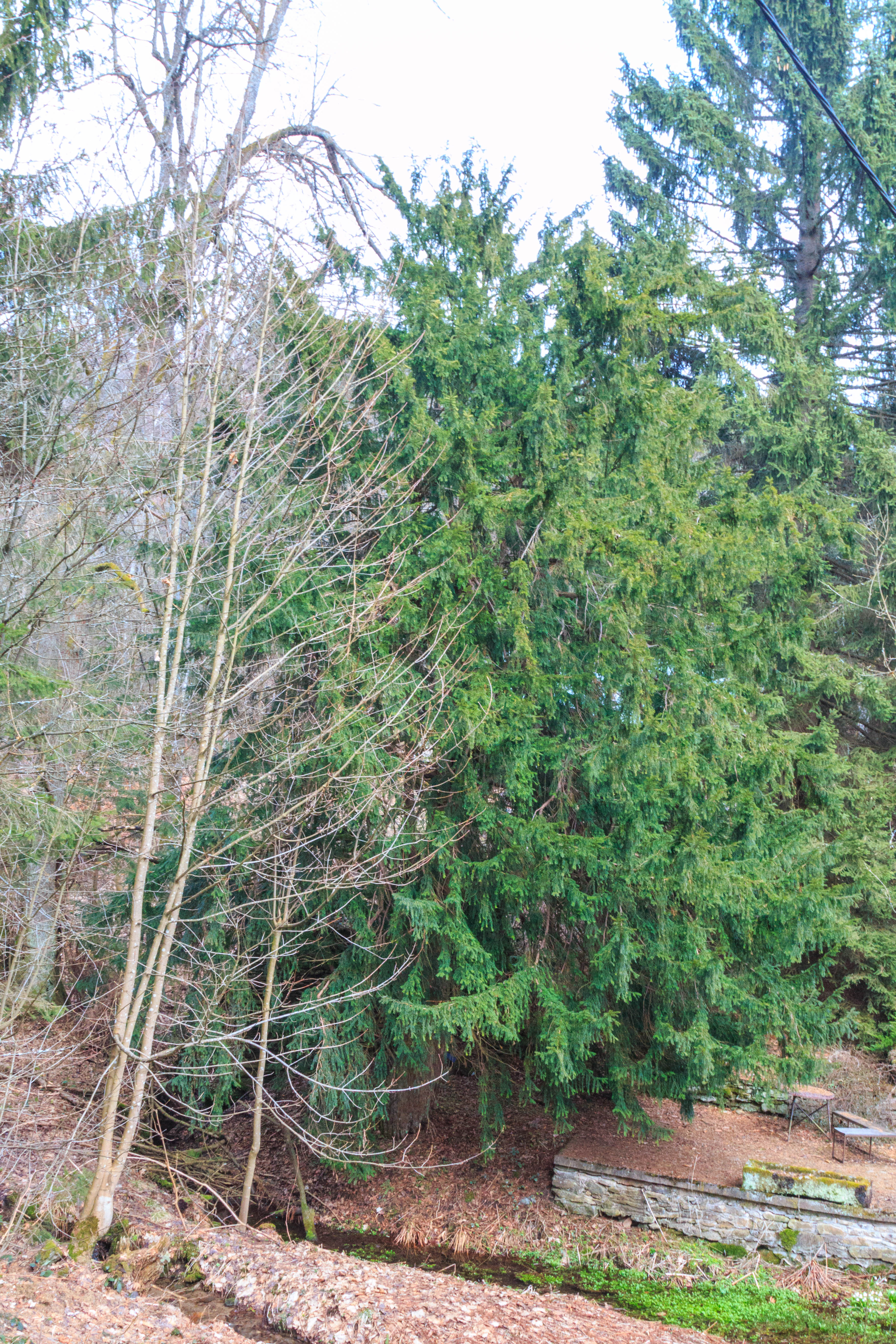
Polanka – památný tis
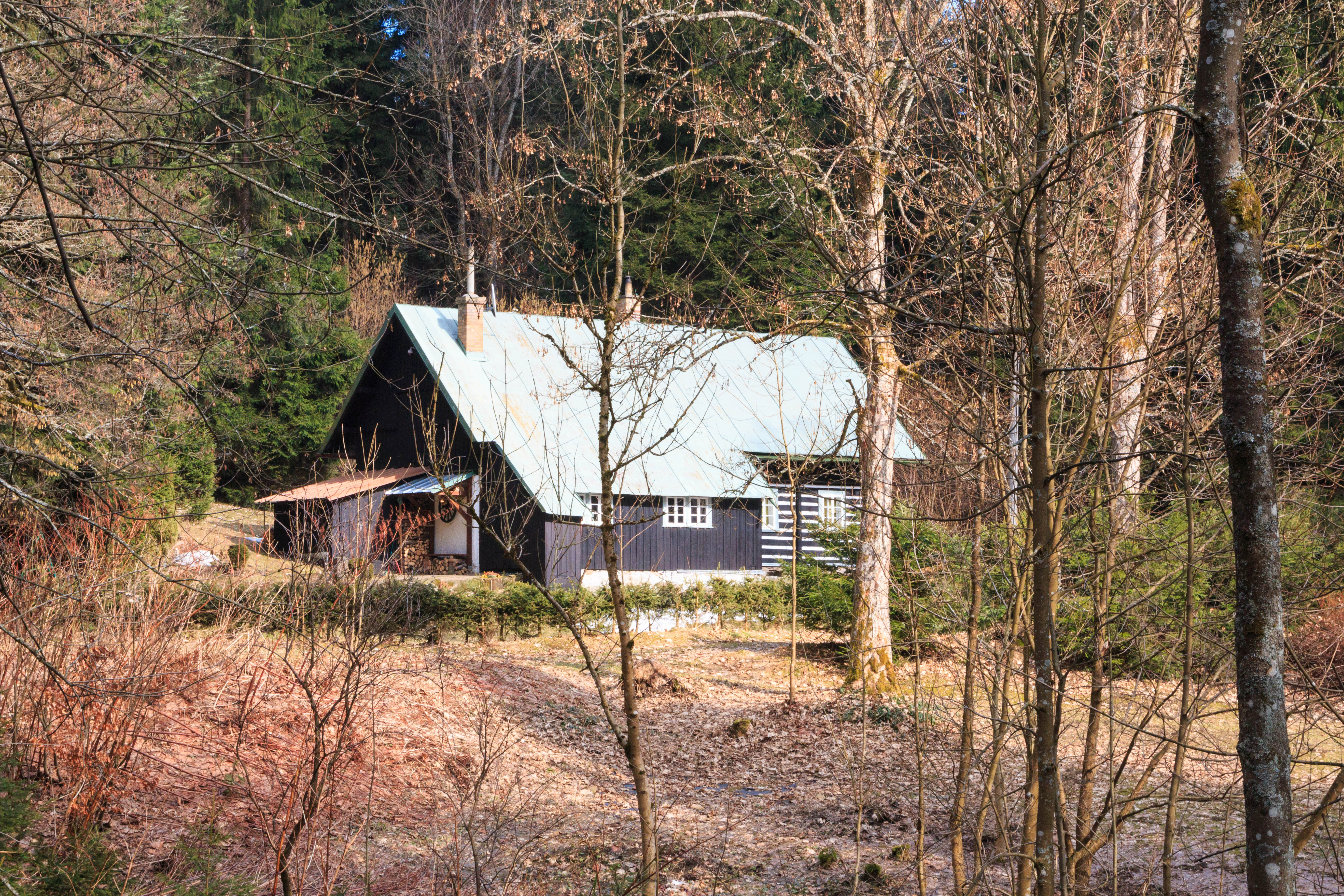
Polanka – čp. 60